# Phobolosia micralis
Phobolosia micralis là một loài bướm đêm trong họ Erebidae.